# Драгослав Грбић
Драгослав Грбић (Љубић, 1926 — Београд, 1983) био је српски књижевник. Рођен је 14. октобра 1926. године у Љубићу код Чачка. Гимназију је завршио у родном граду 1947. године, када је објавио и прву песму. Исте године настанио се у Београду, где је и умро 2. октобра 1983.

## Биографија
Драгослав Грбић је рођен у Љубићу (данас део Чачка)14. октобра 1926. у породици оца Радомира, обућара, и мајке Зорке, домаћице. Читавог живота жалио је што детињство и рану младост није провео у Чачку, пошто се породица често селила из града у град, јер је његов отац као пословођа продавнице обуће "Bata", због организовања продаје често добијао премештај у местоа где су се нове продавнице отварале. Зато је Грбић основну школу учио у Варварину, Књажевцу, Трстенику, Чачку и Жабарима, а гимназију у Петровцу, Смедеревској Паланци, Параћину, Крагујевцу и Чачку. Морао је увек изнова да се прилагођава новој средини како би стекао другове, јер "без њих се не може живети, поготово у детињству". Детињство му је обележено ратом, касније честом темом у његовом делу. Још као непунолетан младић учествовао је у НОБ-у (од 4. септембра 1944. до ослобођења). По завршетку рата, био је кратко омладински руководилац у Љубићу и чачанској Гимназији, коју је завршио 1947. године. Школовање је наставио на Филозофском факултету, где је студије историје запоставио због новинарства и књижевног рада, као је у песми "Уместо писма" рекао: " Ја у рату изгубих лик дечака / па га и сад тражим до пред сумрак / и растужи ме пена облака / због које сам бољи песник него ђак".
Још у Чачку, као гимназијалац сарађивао је у локалном "Слободном гласу" пишући текстове о омладинским активностима у граду, а затим и у листу на изградњи Звишке пруге у источној Србији. Грбић званично постаје новинар 1. фебруара 1949. ступањем у редакцију листа "Омладина" у Београду, где је радио до 31. маја 1950. Следећих годину дана, до 31. јуна 1951. запослен је на Другом програму Радио Београда, као сарадник Литерарне секције, где је о његовом раду уредник Ђуза Радовић дао карактеристику (24. април 1951): "Ради на емисијама "Из књижевности" и "Нове књиге и часописи". На овим емисијама ради с много љубави и истинског интересовања, с радошћу и преданошћу, чак, с обзиром на његово здравље, могло би се рећи с много пожртвованости. За ово време откад је у нашој установи показао је и знатан развој и учинио озбиљан напредак. Пише боље него што је писао и сигурније улази у књижевну проблематику. Али му је у том правцу потребно да учини још напора, нарочито у постизању мирнијег и објективнијег књижевног критеријума. Као младог писца, њега у првом реду интересује савремена литература, нарочито поезија, и њу довољно познаје. Уз једног уредника који би помогао његовом развоју и који би потстицао његово интересовање и за друге области сем књижевности, чиме би се ширила и његова култура, он би се развио у доброг новинара. Појачавањем личне самодисциплине допринео би и сигурнијем развоју своје даровитости. Поштен човек и добар друг." Грбић се није дуго задржао у Радио Београду, већ се од 1. августа 1951. запослио у листу "Радник" и ту је остао наредних седам година (последње три као уредник листа), до 1. септембра 1958, када је прешао у "Борбу" и радио до половине наредне године. Од 1960. Грбић се бави културно-просветним радом, прво у Савету за културе НР Србије на радном месту референта за позоришну уметност. Прикупља информације о репертоару, кадровима и другим питањима професионалних позоришта. Од 1966. ради као секретар Заједнице професионалних позоришта СР Србије, да би од 1. новембра 1977. постао самостални стручни сарадник у Културно-просветној заједници и ту дужност обавља до пензионисања. Био је ожењен Мирјаном Радић, новинарком Радио Београда.
Умро је у Београду, а сахрањен у Чачку 5. октобра 1983. године.

### Збирке песама
- Лирски фрагменти (1949)
- Родни град (1950)
- Сагледани живот (1952)
- Септембар (1954)
- Споменик у парку (1957)
- Неизвестност света (1965)
- Велико подне (1975)
- Под каменом (1979)

### Романи
- Водо, одазови се (1956)
- Подлац (1960)
- Недоба (1971)

### Збирке приповедака
- Живи међу мртвима (1956)
- Невешти усамљеници (1959)
- Крај рата (1975)

### Збирка есеја
- Пет песника (1964)

### Драме
- Корак у прашину (1958)
- Кишно лето (1963)
- Искушеници (1965)

Народно позориште у Београду, на својим сценама, приказало је његове драме Корак у прашину (1959) и Велики отац (1968), а Народно позориште у Нишу 1965. драму Искушеници.